# Latouchia cornuta
Latouchia cornuta là một loài nhện trong họ Ctenizidae.
Loài này thuộc chi Latouchia. Latouchia cornuta được miêu tả năm 1983 bởi Da-xiang Song, Qiu & Zheng.